# Governador del Banc de França
El Governador del Banc de França (originalment i en francès gouverneur de la Banque de France) és el president del Banc de França. És membre del Consell de governadors del Banc Central Europeu (BCE). Des de la llei constitucional del 23 de juliol de 2008, el governador del Banc de França és nomenat per decret del President de la República Francesa, després de rebre el consell de les comissions financeres de l'Assemblea Nacional Francesa i del Senat de França, qui pot exercir el seu dret de veto amb una majoria de tres cinquenes parts.

## Llista de governadors del Banc de França
| Any  | Nom                                  | Naixement-Mort |
| ---- | ------------------------------------ | -------------- |
| 1806 | Emmanuel Crétet                      | 1747–1809      |
| 1807 | François Jaubert                     | 1758–1822      |
| 1814 | Jacques Laffitte                     | 1767–1844      |
| 1820 | Martin-Michel-Charles Gaudin         | 1756–1841      |
| 1834 | Antoine Maurice Apollinaire d'Argout | 1782–1858      |
| 1836 | Jean-Charles Davillier               | 1758–1846      |
| 1836 | Antoine Maurice Apollinaire d'Argout | 1782–1858      |
| 1857 | Charles Le Bègue de Germiny          | 1799–1871      |
| 1863 | Adolphe Vuitry                       | 1813–1885      |
| 1864 | Gustave Rouland                      | 1806–1878      |
| 1879 | Louis Jules Ernest Denormandie       | 1821–1902      |
| 1881 | Pierre Magnin                        | 1824–1910      |
| 1897 | Georges Pallain                      | 1847–1923      |
| 1920 | Georges Robineau                     | 1860–1927      |
| 1926 | Émile Moreau                         | 1868–1950      |
| 1930 | Clément Moret                        | 1886–1943      |
| 1935 | Jean Tannery                         | 1878–1939      |
| 1936 | Émile Labeyrie                       | 1877–1966      |
| 1937 | Pierre Fournier                      | 1882–1972      |
| 1940 | Yves Bréart de Boisanger             | 1896 – ?       |
| 1944 | Emmanuel Monick                      | 1893 – ?       |
| 1949 | Wilfrid Baumgartner                  | 1902–1978      |
| 1960 | Jacques Brunet                       | 1901 – ?       |
| 1969 | Olivier Wormser                      | 1913–1985      |
| 1974 | Bernard Clappier                     | 1913–1999      |
| 1979 | Renaud de La Genière                 | 1925–1990      |
| 1984 | Michel Camdessus                     | 1933           |
| 1987 | Jacques de Larosière                 | 1929           |
| 1993 | Jean-Claude Trichet                  | 1942           |
| 2003 | Christian Noyer                      | 1950           |
| 2015 | François Villeroy de Galhau          | 1959           |